# Alken Bruns
Alken Bruns (* 12. August 1944 in Jever; † 13. März 2021 in Lübeck) war ein deutscher Übersetzer, Skandinavist und Historiker.

## Leben
Alken Bruns studierte Skandinavistik, Germanistik und Geschichtswissenschaft an den Universitäten Tübingen, Oslo und Kiel. 1972 erwarb er den Grad des Magister artium. Mit seiner einflussreichen Dissertation Übersetzung als Rezeption. Deutsche Übersetzer skandinavischer Literatur von 1860 bis 1900, erschienen 1977, promovierte er zum Dr. phil. In dieser Arbeit wandte Bruns Theorien der Rezeptionsästhetik auf das Gebiet der literarischen Übersetzung an und zeigte unter anderem am Beispiel der Bauernerzählungen von Bjørnstjerne Bjørnson, dass die zahlreichen deutschen Übersetzungen skandinavischer Texte in der zweiten Hälfte des 19. Jahrhunderts stark von ästhetischen und ideologischen Positionen ihrer Entstehungszeit abhängig waren. 1982 war Bruns Co-Autor der von Fritz Paul herausgegebenen Grundzüge der neueren skandinavischen Literatur, die damals den Rang eines Standardwerkes beanspruchten. Einige kleinere Arbeiten zur Skandinavistik und Übersetzungswissenschaft folgten.
Kurz nach dem Ende seines Studiums trat er mit einer deutschen Version von Johan Borgens Lillelord-Trilogie erstmals selbst als Übersetzer hervor. Unter den zahlreichen Übersetzungen aus den skandinavischen Sprachen, die in der Folgezeit entstanden, ragen zwei Projekte hervor: sein Mitwirken an der von Angelika Gundlach herausgegebenen, unvollständig gebliebenen Frankfurter Ausgabe der Werke von August Strindberg und seine Übersetzungen verschiedener Romane Knut Hamsuns für die im Münchner List Verlag erschienene deutsche Werkausgabe in Einzelbänden.
Parallel zu diesen Unternehmungen hatte Alken Bruns bereits 1979 eine über Jahrzehnte währende Tätigkeit am Archiv der Hansestadt Lübeck begonnen, wo er unter anderem Mitarbeiter des Biographischen Lexikons für Schleswig-Holstein und Lübeck wurde und für das Werk 60 Beiträge beisteuerte. Im Laufe der Jahre gab er weitere Arbeiten zur Lübecker Stadtgeschichte heraus, unter anderem zwei Bücher mit Lübecker Lebensläufen und einen Band zu den Lübecker Buchdruckern des 15. und 16. Jahrhunderts. Von 2002 bis 2006 war Bruns verantwortlicher Herausgeber des Lübecker Jahrbuchs Der Wagen, ehe ihn ein Augenleiden zwang, diese Tätigkeit aufzugeben.

## Tätigkeit als Übersetzer
Nach seinen Borgen-Übersetzungen, die ab 1979 erschienen, übertrug Alken Bruns viele weitere Werke aus dem Norwegischen, Schwedischen und Dänischen, darunter – neben Strindberg und Hamsun – Bücher von Knut Faldbakken, Øystein Lønn, Peeter Puide, Carl-Henning Wijkmark, Kjartan Fløgstad, Kjell Askildsen, Kjell Johansson, Per Olov Enquist, Tor Nørretranders und Jesper Juul. Alken Bruns positionierte sich in übersetzungstheoretischen Beiträgen gegen die Unsichtbarmachung des Übersetzers und opponierte gegen die Auffassung, eine Übersetzung sei erst dann gut, wenn man ihr nicht mehr anmerkt, dass sie eine Übersetzung ist. Durch glättende Spracharbeit, so Bruns, verwandle sich der Übersetzer zu oft in einen „zweisprachige[n] Automat[en]“, der stillschweigend von den deutschen Sprachnormen ausgehe, nicht aber von den stilistischen Eigentümlichkeiten des Originals. Dabei „[...] muß notwendigerweise zum Verschwinden gebracht werden, was es eigentlich zu entdecken [gilt], das Neue, uns Fremde, den eigenen Ton des Autors, seiner Sprache“. In seiner eigenen Arbeit orientierte er sich an einer alternativen Übersetzungstradition, die auf Wilhelm von Humboldt und Friedrich Schleiermacher zurückgeht und sich durch eine „feine Grenze“ auszeichne: „Das Fremde ist fühlbar zu machen, ohne daß Fremdheit an sich das Ganze verdunkelt.“

## Veröffentlichungen

### Eigene Schriften (Auswahl)
- Übersetzung als Rezeption. Deutsche Übersetzer skandinavischer Literatur von 1860 bis 1900 (= Skandinavistische Studien, Bd. 8). Neumünster 1977 (zgl. Diss. Kiel). ISBN 3-529-03308-1
- Norwegische Literatur im 20. Jahrhundert. In: Fritz Paul (Hrsg.), Grundzüge der neueren skandinavischen Literaturen. Darmstadt 1982, S. 260–296. ISBN 3-534-08047-5
- Kultfigur und Bürgerschreck. Ibsenrezeption in Lübeck um 1890. In: Wolfgang Butt, Bernhard Glienke (Hrsg.): Der nahe Norden. Otto Oberholzer zum 65. Geburtstag. Eine Festschrift. Frankfurt am Main 1985, S. 125–138. ISBN 978-3-8204-5349-2
- Rollentausch. In: Der Übersetzer, 23, H. 5/6, Mai/Juni 1987, S. 3–4.
- Antipathien, Animositäten. Lübeck und Thomas Mann vor dem „Friedensschluss“. In: Zeitschrift des Vereins für Lübeckische Geschichte und Altertumskunde, Bd. 70, Lübeck 1990, S. 193–206.
- Torschluß per Sprache. Über Kjartan Fløgstad, Dalen Portland und einige Schwierigkeiten der Übersetzung. In: die horen, Bd. 163, Jg. 36, H. 3, Bremerhaven 1991, S. 9–16.
- Lübecker Lebensläufe aus neun Jahrhunderten. Neumünster 1993. ISBN 3-529-02729-4
- Die Lübecker Buchdrucker im 15. und 16. Jahrhundert. Heide in Holstein 1994 (gemeinsam mit Dieter Lohmeier). ISBN 3-8042-0668-9
- Neue Lübecker Lebensläufe. Neumünster 2009. ISBN 978-3-529-01338-6

### Übersetzungen (Auswahl)
- Johan Borgen, Lillelord. Frankfurt am Main 1979
- Johan Borgen, Die dunklen Quellen. Frankfurt am Main 1980
- Johan Borgen, Wir haben ihn nun. Frankfurt am Main 1981
- Knut Faldbakken, Unjahre. München 1983
- August Strindberg, Die Hemsöer. In: August Strindberg, Werke in zeitlicher Folge. Frankfurter Ausgabe, hrsg. von Angelika Gundlach, Band 5. Frankfurt am Main 1984
- August Strindberg, Schwarze Fahnen. In: August Strindberg, Werke in zeitlicher Folge. Frankfurter Ausgabe, hrsg. von Angelika Gundlach, Band 10. Frankfurt am Main 1987
- Øystein Lønn, Projekt Lindesnes. Mönkeberg 1987
- Peeter Puide, Zur Vermeidung von Bildverlusten muss noch folgendes beachtet werden. Reinbek bei Hamburg 1988
- Carl-Henning Wijkmark, Die Draisine. Reinbek bei Hamburg 1988
- Kjartan Fløgstad, Dalen Portland. Mönkeberg 1988
- Øystein Lønn, Reber. Mönkeberg 1989
- August Strindberg, Schwarze Fahnen. Frankfurt am Main 1990
- August Strindberg, Die Hemsöer. Kiel 1991
- Ailo Gaup, Der Noaide oder das verlorene Wissen. München 1991
- Kjell Askildsen, Eine weite, leere Landschaft. Kiel 1992 (gemeinsam mit Wolfgang Butt)
- Tor Nørretranders, Der Anfang der Unendlichkeit. Essay über den Himmel. Reinbek bei Hamburg 1993
- Øystein Lønn, Thomas Ribes fünfter Fall. Kiel 1994
- Tor Nørretranders, Spüre die Welt. Die Wissenschaft des Bewusstseins. Reinbek bei Hamburg 1994
- Ailo Gaup, Die Feuertrommel. Berlin 1994
- Knut Hamsun, Victoria. Eine Liebesgeschichte. München 1995
- Knut Hamsun, Segen der Erde. München 1999
- Jesper Juul, Grenzen, Nähe, Respekt. Reinbek bei Hamburg 2000
- Kjell Johansson, Gogols Welt. München 2000
- Øystein Lønn, Maren Gripes notwendige Rituale. Berlin 2001
- Knut Hamsun, Auf überwachsenen Pfaden. München 2002
- Carl-Henning Wijkmark, Die schwarze Wand. Berlin 2003
- Per Olov Enquist, Hamsun. Eine Filmerzählung. München 2004

### Hörspiele
- Cindy Haug, Gry’s Graffiti. Ein Monolog-Dialog mit Patti Smith für Minken Fosheim. Aus dem Norwegischen von Alken Bruns. Regie: Richard Hey. Saarländischer Rundfunk 1986.[6]